# Karel Brančik
Karel (ou Karol ou Karl ou Carolus) Brančik (en hongrois Brancsik Károly) est un médecin et un naturaliste hongrois, né le 13 mars 1842 à Óbeszterce et mort le 18 novembre 1915 à Trencsén.
Il exerce la médecine à Trencsén et s’intéresse à l’entomologie, la malacologie et la botanique. Il fonde en 1913 le muséum de Trencsén. Il constitue une riche collection de coléoptères qui sera acquise par l’entomologiste viennois Eduard Knirsch (1869-1955) avant d’être reçue par le Field Museum of Natural History de Chicago.

## Sources
- Anthony Musgrave (1932). Bibliography of Australian Entomology, 1775-1930, with biographical notes on authors and collectors, Royal Zoological Society of New South Wales (Sydney) : viii + 380.
- Guido Nonveiller (2001). Pioneers of the Research on the Insects of Dalmatia.  Croatian Natural History Museum (Zagreb) : 390 p.